# Регистарске ознаке у Шпанији
Формат регистарских таблица у Шпанији је у облику НННН ЛЛЛ. Овде је НННН четвороцифрени број (0000-9999), а ЛЛЛ је тзв. бројач од три слова који се повећава после броја 9999 тј. на сваких 10.000 таблица. Самогласници A, E, I, O, U и Q, и шпанско слово Ñ се не користе (како би се избегла мешања са цифрама али и увредљиве словне комбинације), па овај систем дозвољава 20 сугласника: B, C, D, F, , , , , , , , , , , , V, W, X, Y и Z да се користе на таблицама. Овај формат, који дозвољава 80 милиона комбинација, уведен је 18. септембра 2000. године, заменивши старије формате на којима су биле ознаке покрајина, иако су таблице тих формата још увек важеће.

### Старе покрајинске ознаке (1900—2000)
| Ознака | Покрајина                                 | Белешке                                                                                            |
| ------ | ----------------------------------------- | -------------------------------------------------------------------------------------------------- |
|        | Аликанте                                  | |
|        | Албасете                                  | од 1926. године, до тад се користило                                                               |
|        | Алмерија                                  | |
|        | Авила                                     | |
|        | Барселона                                 | |
|        | Бадахоз                                   | |
|        | Билбао                                    | |
|        | Бургос                                    | |
|        | Коруња                                    | |
|        | Кадис                                     | |
|        | Касерес                                   | од 1926. године, до тад се користило                                                               |
|        | Сеута (шпанска енклава у северној Африци) | од 1922                                                                                            |
|        | Кордоба                                   | |
|        | Сјудад Реал                               | |
|        | Кастељон де ла Плана                      | од 1926. године, до тад се користило                                                               |
|        | Куенка                                    | |
|        | Биоко                                     | |
|        | Лас Палмас                                | од 1926                                                                                            |
|        | Ђирона                                    | до 1992.                                                                                           |
|        | Ђирона                                    | од 1992, заменило                                                                                  |
|        | Гранада                                   | |
|        | Гвадалахара                               | |
|        | Уелва                                     | |
|        | Уеска                                     | |
|        | Ифни (шпанска покрајина у Мароку)         | 1951–1961                                                                                          |
|        | Балеарска Острва                          | од 1997                                                                                            |
|        | Ифни                                      | од 1961. до 1969. године                                                                           |
|        | Хаен                                      | |
|        | Љеида                                     | |
|        | Леон                                      | |
|        | Логроњо                                   | |
|        | Риоха                                     | требало је да замени ознаку LO, али ознака никад није уведена                                        |
|        | Луго                                      | |
|        | Мадрид                                    | |
|        | Малага                                    | |
|        | Шпанско Мароко                            | |
|        | Мелиља (шпанска енклава у Мароку)         | |
|        | Мурсија                                   | |
|        | Навара                                    | |
|        | Овиједо                                   | |
|        | Оренсе                                    | од 1998. године, до тад се користило                                                               |
|        | Паленсија                                 | |
|        | Памплона                                  | замењено са 1918. године                                                                           |
|        | Палма де Мајорка                          | замењено са 1997. године                                                                           |
|        | Понтеведра                                | |
|        | Рио Муни (Шпанска Гвинеја)                | 1961–1969, једна од две ознаке које су замениле                                                    |
|        | Кантабрија                                | |
|        | Саламанка                                 | |
|        | Севиља                                    | |
|        | Сеговија                                  | од 1926. године, до тад се користило                                                               |
|        | Шпанска Сахара                            | стара ознака је била АОЕ што је значило Шпанска Источна Африка (Africa Occidental Española). Није у употреби од 1976. године |
|        | Сорија                                    | |
|        | Сан Себастијан                            | |
|        | Тарагона                                  | |
|        | Шпанска територија                        | коришћено за Канарска Острва, замењено са и 1926. године                                           |
|        | Теруел                                    | од 1926. године, до тад се користило                                                               |
|        | Санта Крус де Тенерифе                    | од 1926. године, једна од две ознаке која је заменила дотадашње                                    |
| TG     | Шпанска Гвинеја                           | од 1926. године, до тад се користило TEG, а 1961. замењено са и                                       |
|        | Толедо                                    | |
|        | Валенсија                                 | |
|        | Ваљадолид                                 | |
|        | Виторија                                  | |
|        | Сарагоса                                  | |
|        | Самора                                    | |

## Други формати
- –  (каталонска полиција)
- –  (полиција)
- –  (полиција)
- –  (баскијска полиција)
- –  (ратно ваздухопловство Шпаније)
- –  (копнена војска Шпаније)
- –  (ратна морнарица Шпаније)
- –  (жандармерија Сахаре тј. шпанска колонијална полиција)
- –  (цивилна гарда Шпаније)
- –  (министарство јавних радова)
- –  (министарство животне средине)
- –  (возила владе)